# Angyali üdvözlet templom (Brassó)
A brassói Angyali üdvözlet templom (románul: Biserica Buna Vestire) egy görögkeleti (ortodox) templom, amelyet az 1930-as években építettek a Fellegvár-domb alatt. Eredetileg görögkatolikus templomnak épült, de 1948-ban kisajátította az ortodox egyház, és a rendszerváltás után sem szolgáltatta vissza.

## Története
Bár Brassóban már a 18. században is voltak román görögkatolikus keresztények, első kápolnájukat (szintén Angyali üdvözlet dedikációval) csak 1893-ban építették fel a Hosszú utca 111. szám alatt (ma 113. szám), parókiájuk pedig 1913-ban alakult meg. A viszonylag késői létrejövetel oka, hogy a brassói románok többsége ortodox volt, így a görögkatolikus élet nem tudott virágzani. 1922-ben Mihail Hodârnăut nevezték ki a parókia élére, aki szorgalmazta a Nicolae Iorga utca 28–30. szám alatti telek megvásárlását. Korábban ezen a telken tervezték megépíteni az ifj. Bobula János által tervezett új brassói megyeházát, azonban ez végül nem készült el.
1934–1937 között nagy anyagi áldozatok árán (kb. 4,5 millió lej) felépítették az Angyali üdvözlet templomot és a hozzá tartozó paplakot. A templom Brassó első neobizánci stílusú épülete, és az első román templom, amely az 1918-as egyesülés után épült. Tervezője Victor Smigelschi építész volt (Octavian Smigelschi festő fia), kivitelezője Wildemann brassói építőmester, 1937-ben szentelte fel Alexandru Nicolescu balázsfalvi érsek. A templombelső ekkor még nem volt befejezve.
1948-ban a kommunisták betiltották a román görögkatolikus egyházat, javaikat a román ortodox egyháznak adták. Az épület azóta ortodox templomként működik, az 1989-es rendszerváltás után sem szolgáltatták vissza eredeti tulajdonosainak (helyette a görögkatolikusok egy új templomot építettek az 1990-es években, az Astra-negyedben). Az 1950-es, 1980-as, és a 2010-es években felújították.

## Leírása
A belvárosban, a Fellegvár-domb alatt áll, szemben a Nicolae Titulescu parkkal. Bizánci stílusban épült, alaprajza lóhere alakú, hosszúsága 24, szélessége 19 méter. Ikonosztáza a Szent Miklós-templomból származik, melynek eredetileg Erzsébet orosz cárnő adományozta 1751-ben. Freskói csak 1972–1976 között készültek el, és 1978-ban szentelték fel őket.
Két egyházközség, a 2010-es években mintegy 3300 hívő tartozik hozzá. Temetője a Bertalan-negyedben, a vasúton túl van.